# NGC 1703
NGC 1703 è una galassia a spirale barrata situata nella costellazione del Dorado, a una distanza di circa 57 milioni di anni luce dalla nostra Via Lattea.

## Scoperta
La galassia è stata scoperta il 4 dicembre 1834 dall'astronomo britannico John Herschel.

## Descrizione
NGC 1703 ha una classe di luminosità II e presenta una larga riga a 21 cm dell'idrogeno neutro.
Nella galassia sono presenti anche regioni di idrogeno ionizzato.

## Morfologia
NGC 1703 è stata utilizzata da Gérard de Vaucouleurs come esempio di galassia del tipo morfologico SA(s)c nel suo atlante delle galassie.

## Gruppo di NGC 1672
NGC 1703 fa parte del Gruppo di NGC 1672, un raggruppamento che comprende almeno 9 membri. Le altre galassie che compongono il gruppo sono NGC 1672, NGC 1688 oltre alle galassie del catalogo ESO 85-14, 85-30, 118-34, 119-16 e 158-3.
Anche il sito "Un Atlas de l'Univers" di Richard Powell menziona l'esistenza del gruppo, ma vi include solamente le galassie del New General Catalogue, a cui aggiunge però NGC 1824.